# National League (liga)
La National League es una asociación de fútbol de Inglaterra que consta de tres divisiones, la National League, posicionada en el quinto nivel del sistema piramidal inglés; un escalón más abajo se encuentran las National League North y National League South, las dos en el sexto nivel. Como parte de un acuerdo de patrocinio con la compañía de arrendamiento de automóviles Vanarama, la liga se conoce como Vanarama National League.

## Historia
La National League fue fundada en 1979 bajo el nombre de Alliance Premier League hasta 1986. Entre 1986 y 2015 fue conocida como Football Conference. En 2004, después de una profunda reestructuración del National League System, se añadieron 2 divisiones suplementarias: la National League North y la National League South. Este mismo año, la Football Conference se transforma en una liga y desde entonces gestiona las divisiones nacionales, Norte y Sur, a partir del 2016 pasa a llamarse National League.

## Organización
La National League se encuentra en la cima del National League System (NLS). Esta estructura, bajo el auspicio de la Federación inglesa de fútbol, reagrupa más de 50 ligas. La National League corresponde al primer escalón, la National League North y la National League South al segundo. Arriba de la National League se encuentran los 92 clubes representando los cuatro niveles más altos del fútbol inglés: la Premier League y la Football League. Desde la temporada 2006/2007, la National League se compone de 24 equipos, la National League North y la National League South con 22 equipos cada una. Cada equipo se enfrenta al resto de equipos dos veces por temporada. Una victoria equivale a 3 puntos, un empate 1 y una derrota 0 puntos.

## Equipos participantes en la temporada 2024-25 de la National League
| National League (5.ª División Inglesa) |
| -------------------------------------- |
| AFC Fylde                              |
| Aldershot Town                         |
| Altrincham                             |
| Barnet                                 |
| Boston United                          |
| Braintree F. C.                        |
| Dagenham & Redbridge                   |
| Eastleigh                              |
| Ebbsfleet United                       |
| Forest Green Rovers                    |
| Gateshead F. C.                        |
| Halifax Town                           |
| Maidenhead United                      |
| Oldham Athletic                        |
| Rochdale                               |
| Solihull Moors                         |
| Southend United                        |
| Sutton United                          |
| Tamworth F. C.                         |
| Wealdstone                             |
| Woking F.C.                            |
| Yeovil Town                            |
| York City                              |